# Acantharachne psyche
Acantharachne psyche är en spindelart som beskrevs av Embrik Strand 1913. Acantharachne psyche ingår i släktet Acantharachne och familjen hjulspindlar. Inga underarter finns listade i Catalogue of Life.